# Eidgenössische Volksinitiative «für menschenfreundlichere Fahrzeuge»

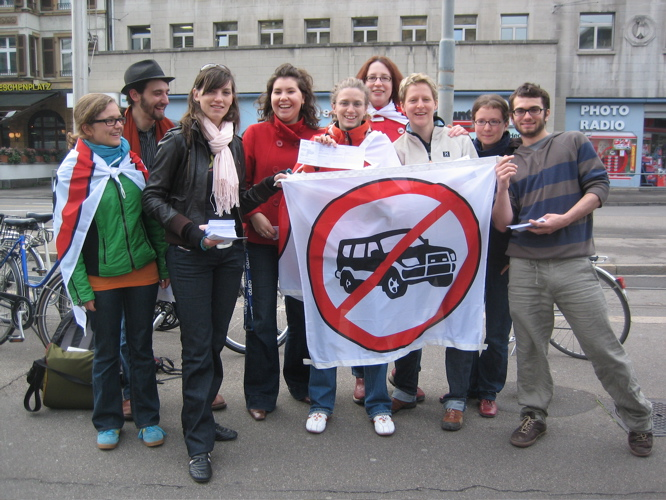
Die Jungen Grünen Nordwest bei einer Stopp Offroader-Aktion am 1. April 2008

Die eidgenössische Volksinitiative «für menschenfreundlichere Fahrzeuge» ist eine Volksinitiative, die vom Initiativkomitee Verein für menschenfreundlichere Fahrzeuge  am 9. Februar 2008 mit 123’670 gültigen Unterschriften eingereicht wurde. Sie fordert, dass Motorfahrzeuge, welche die Umwelt überdurchschnittlich stark belasten, in der Schweiz für den Neukauf nicht mehr zugelassen werden. Für die Regelung der Zulassung sind Grenzwerte bezüglich schädlicher Emissionen und der Verkehrssicherheit definiert. Da bezüglich dieser Standards besonders oft Offroader ungenügend sind, ist die Initiative auch unter dem Namen Stopp-Offroader-Initiative bekannt.
Träger und Initiant ist der Verein für menschenfreundlichere Fahrzeuge. Im Abstimmungskampf und im Initiativkomitee gut vertreten ist die Jungpartei Junge Grüne, unter anderem ihr Nationalrat Bastien Girod.

## Positionen

### Bundesrat
Der Bundesrat gab in seiner ersten Medienmitteilung am 19. Dezember 2008 bekannt, dass er die Initiative ablehnt. Grund für die Ablehnung seien die überwiegenden Nachteile und die Tatsache, dass die meisten Ziele der Initiative bezüglich Verkehrssicherheit und Schadstoffemissionen auch ohne das Begehren erreichbar seien. Der Bundesrat befürchtet, dass die Fahrzeugauswahl von auf dem europäischen Markt zugelassenen Personenwagen-Modellen deutlich sinken werde. Er ist zudem der Ansicht, dass jede Reduktion von Emissionen erstrebenswert sei, es jedoch Schwierigkeiten bei der Umsetzung der Initiative gebe. Die Anliegen der Initianten sei durch die in der Schweiz geltenden und international abgestimmten Grenzwerte und Normen weitgehend erreicht, und diese würden laufend verschärft werden, so der Bundesrat.

### Positionen des Initiativkomitees
Das Komitee fordert den Bundesrat auf, die Annahmen und Zahlen für die ihrer Meinung nach falschen Aussagen offenzulegen. Denn die Massnahmen, welche die Initiative fordert, würden insbesondere mittelfristig und in Kombination mit einem Bonus-Malus, der den technologischen Fortschritt weiter antreibt, eine Reduktion der CO2-Emissionen um 30 Prozent bis 2020 erlauben. Mit einem zusätzlichen Anreiz zum Ersatz alter ineffizienter Fahrzeuge und einer Eindämmung der Zunahme des MIV liesse sich eine Reduktion um insgesamt 40 Prozent erreichen, die notwendig wäre, um eine Klimapolitik zu verfolgen, die eine gefährliche Erwärmung (mehr als 2 °C im globalen Mittel) verhindert.
Die Initianten werfen dem Bundesrat zudem vor, auf Gründe, die ihrer Meinung nach für die Initiative sprechen, wie die fortwährende Tendenz zur Aufrüstung auf der Strasse, die zahlreichen übertrieben grossen Fahrzeuge, das Verfehlen der Klimaziele im Bereich der Treibstoffe, das Nicht-Einhalten des freiwillig vereinbarten Ziels mit den Autoimporteuren, die im Vergleich zur EU um 20 Prozent ineffizientere Fahrzeugflotte der Schweiz, die Verwässerung der EU-CO2-Grenzwerte für Personenwagen, gar nicht einzugehen.

## Die Initiative
Die Initiative fordert den Bund dazu auf, Massnahmen zu erlassen, welche die Verkehrssicherheit verbessern und die Umweltbelastung verringern. Konkret sollen in der Schweiz nur noch Motorfahrzeuge verkauft werden, die bestimmten Sicherheits- und Umweltstandards genügen. In den Übergangsbestimmungen der Initiative sind die Standards wie folgt definiert:
- Emissionsgrenzwerte
  - für CO2: max. 250 g/km
  - für Feinstaub: 2,5 mg/km (Filterpflicht für Dieselfahrzeuge)
- sicherheitstechnische Grenzwerte
  - maximal 2,2 t Leergewicht
  - keine gefährliche Frontpartie

Die Umweltstandards sind dem technischen Fortschritt anzupassen.
Falls für bestimmte Einsatzzwecke, namentlich in der Forst- und Landwirtschaft, Fahrzeuge unabdingbar sind, welche diesen Kriterien nicht genügen, sollen Ausnahmen möglich sein, die Kompetenz hierzu würde beim Bund liegen.
Um Anreize für «Hamsterkäufe» und unkontrollierte Auslandimporte zu verhindern, fordert die Initiative weiter eine Beschränkung der Höchstgeschwindigkeit auf 100 km/h für Fahrzeuge, die den geforderten Standards nicht entsprechen.

## Die Initiative im europäischen Kontext

### CO2-Grenzwert
Die Europäische Kommission schreibt der Automobilindustrie vor, den durchschnittlichen CO2-Ausstoss von in der EU verkauften Neuwagen bis 2012 auf 120 g CO2/km zu senken. Insofern besteht auch in der EU die Absicht, die CO2-Emissionen von Personenwagen zu reduzieren. Ein schweizerischer Grenzwert bleibt nach Ansicht der Initianten jedoch sinnvoll, weil Personenwagen auch aus anderen Ländern in die Schweiz importiert werden.

### Partikelpflicht für Dieselfahrzeuge
Partikelfilter für Dieselfahrzeuge sind in der EU ab 2009 vorgeschrieben, allerdings ist mit der Abgasnorm EURO 5 die tolerierte Partikelmasse höher, als die von der Initiative «für menschenfreundlichere Fahrzeuge» angestrebte.

### Verkehrssicherheit
Die Verkehrssicherheit von Personenwagen wird vom Crashtest-Programm Euro NCAP beurteilt, welche für die Initianten eine mögliche Grundlage für die Beurteilung des Gefährdungspotentials der Frontpartie eines Fahrzeuges gegenüber Personen darstellt.

## Gegenvorschlag
Im Frühling 2011 nahm das Parlament den Gegenvorschlag zur Volksinitiative an. Daraufhin zog das Initiativkomitee die Initiative zuerst bedingt zurück. Als kein Referendum gegen den Gegenvorschlag zustande kam, zog es die Initiative endgültig zurück. Das revidierte Bundesgesetz über die Reduktion der CO2-Emissionen (CO2-Gesetz) trat am 1. Januar 2013 in Kraft.